# Brożówka
Brożówka (niem. Gansenstein) – wieś w Polsce, położona w województwie warmińsko-mazurskim, w powiecie giżyckim, w gminie Kruklanki. Leży nad jeziorem Brożówka,
W latach 1975–1998 miejscowość administracyjnie należała do województwa suwalskiego.

## Integralne części wsi
| SIMC    | Nazwa     | Rodzaj |
| ------- | --------- | ------ |
| 0761510 | Chmielewo | osada  |

## Powstanie wsi
9 grudnia 1562 książę Albrecht nadał tu swojemu sekretarzowi Baltazarowi Gansowi 60 włók lasu. Na terenie dawnego lasu powstały dwie wsie Brożówka i Regułówka. Ostatni potomkowie rodu von Gansen zmarli podczas epidemii dżumy wraz z większą częścią wsi w 1710 roku, a ich grobowiec znajduje się w kościele w Kruklankach. Po tych wydarzeniach Brożówkę wydzierżawiła rodzina Załuskich należąca do braci polskich osiadłych w Prusach. W XIX w. Brożówka należała do rodziny Werner. W 1858 mieszkało tu 237 osób.

## Szkoła
W Brożówce stosunkowo wcześnie 1737 powstała szkoła luterańska, podobnie jak w Rudówce, jako przeciwwaga dla szkoły elementarnej braci polskich. Szkoła w Brożówce funkcjonowała do końca XIX w., w 1853 miała 35 uczniów. W 1958 w Brożówce utworzono szkołę o czterech klasach, która już nie istnieje.

## W XX wieku
W początkach XX w. właścicielem majątku w Brożówce był Walter Uhse. W czasie II wojny światowej wybudowany w połowie XIX w. dwór nad jeziorem Brożówka miał służyć jako rezydencja Himmlera, który swoją kwaterę polową o kryptonimie "Hochwald" miał w lesie koło Pozezdrza. Istnieje też wersja, że Himmler miał tego typu rezydencję w miejscowości Dejguny (spalona w 1945) położonej nad Jeziorem Dejguny. Fakt istnienia rezydencji Himmlera gdzieś nad jeziorem wynika z pamiętnika Felixa Kerstena – m.in. osobistego masażysty (współcześnie raczej bioenergoterapeuty) Himmlera.
W okresie II wojny światowej, w zabudowaniach na terenie majątku, przez pewien czas był tu przetrzymywany przez Niemców Komendant Główny Armii Krajowej – Stefan Rowecki "Grot".
Po 1945 w Brożówce funkcjonował PGR, a majątek obecnie jest własnością prywatną, w pałacyku są kwatery agroturystyczne.

## Zabytki
- parterowy dwór z poł. XIX W. o skromnym detalu neogotyckim, jest wkomponowany w bok zabudowań folwarcznych.
- kuźnia z podcieniem[8].